# Kmet
Kmet (bułg. кмет) – w bułgarskiej administracji lokalnej – jednoosobowy organ władzy wykonawczej. W polskojęzycznych opracowaniach, omawiających organy bułgarskiej administracji lokalnej, termin kmet bywa oddawany za pomocą określeń starosta lub wójt.
Status, obowiązki kmeta oraz procedura jego wyboru określone zostały w bułgarskiej konstytucji (rozdział 7, artykuł 139), prawie o samorządzie terytorialnym i lokalnej administracji, prawie o administracji oraz kodeksie wyborczym. 
W Bułgarii kmet może pełnić funkcję organu wykonawczego następujących jednostek administracji lokalnej:
- gminy – (bułg. кмет на общината, kmet na obsztinata)
- sołectwa (bułg. кмет на кметството, kmet na kmetstwoto) – w gminach wiejskich
- rejonu (bułg. кмет на района, kmet na rajona) – w gminach wielkomiejskich (Sofia, Płowdiw, Warna)

Kmet wybierany jest w głosowaniu powszechnym, obowiązuje przy tym większość bezwzględna (tzn. kandydat musi uzyskać ponad połowę ważnych głosów). W przypadku, gdy żaden z kandydatów nie zdobył większości głosów, przeprowadzana jest druga tura wyborów. Rada wybiera zastępcę kmeta, którego zadaniem jest wspieranie działalności kmeta. Prawo o samorządzie terytorialnym i lokalnej administracji stanowi, iż w rejonach, na które podzielona jest gmina stołeczna (24 rejony) oraz w innych miastach dzielonych na rejony (Płowdiw – 6 rejonów, Warna – 5 rejonów), kmet wybierany jest przez radę samorządową.
Do zadań i obowiązków kmeta należą:
- wykonywanie uchwał rady gminy oraz realizacja uchwalonego przez nią budżetu gminy,
- zarządzanie nieruchomościami, które pozostają w dyspozycji gminy,
- troska o bezpieczeństwo i porządek publiczny na terenie gminy[1].